# سیارک ۹۲۲۴
سیارک ۹۲۲۴ (به انگلیسی: 9224 Zelezny، نامگذاری:1996AE) نه هزار و دویست و بیست و چهارمین سیارک کشف شده‌است که در ۱۰ ژانویه ۱۹۹۶ کشف شد.
قدر مطلق سیارک برابر ۱۴٫۸۰ است.